# Lucky Vanous
Lucky Vanous, właściwie Lucky Joseph Vanous (ur. 11 kwietnia 1961 w Lincoln w stanie Nebraska) – amerykański ex-model, aktor i reżyser pochodzenia czesko-angielskiego, najbardziej znany z roli Matthew Durninga w serialu W słońcu Kalifornii (Pacific Palisades).

## Życiorys
Dorastał w Lincoln w stanie Nebraska. Mając osiemnaście lat, wstąpił do pierwszej batalii Czarnych Beretów (Black Berets), elitarnego oddziału antyterrorystycznego i partyzanckiego. Po odbyciu służby wojskowej podjął studia na Uniwersytecie Stanowym Nebraska. Następnie przeniósł się do Nowego Jorku, gdzie związał się z prestiżową agencją Elite Modeling Agency i rozpoczął karierę modela, pojawiając się m.in. na okładce magazynu GQ Magazine. Przez następne pięć lat podróżował po Europie i Azji, był w Himalajach, uczestniczył w dwunastu odległych wycieczkach na Alaskę. Studiował politologię i historię na Uniwersytecie Nowojorskim i Fordham University. Wystąpił jako budowlaniec w reklamie Coca-Cola Light.
W 1994 roku znalazł się na liście pięćdziesięciu najpiękniejszych ludzi świata według magazynu People. Po udziale w reklamie Coca-Coli (1994) i gościnnym występie w sitcomie NBC Skrzydła (Wings, 1994), pojawił się w operze mydlanej ABC Wszystkie moje dzieci (All My Children, 1995) jako pan Marvelous, narzeczony Verli Grubbs. Sławę zdobył rolą Matthew „Matta” Dunninga w serialu Aarona Spellinga W słońcu Kalifornii (Pacific Palisades, 1997). Można go było także dostrzec w sitcomie CBS Dwóch i pół (Two and a Half Men, 2003).
Był żonaty z Kristen Noel (do roku 1996).

## Filmografia

### Filmy fabularne
- 2005: Widowmaker jako Jonathan
- 2001: Hit (The Hit) jako Anthony
- 2000: Gra w życie (Jack of Hearts) jako Lee Dillon
- 2000: Hanging Up jako Montana Dude
- 1998: Rozdział doskonały (Chapter Perfect) jako Michael Glover

### Seriale TV
- 2003: Dwóch i pół (Two and a Half Men) jako Kevin
- 2000–2001: Sprawiedliwość na 18 kołach (18 Wheels of Justice) jako Michael Cates alias Chance Bowman
- 1999: Para nie do pary (Will & Grace) jako EMS Paramedyk
- 1999: Baza Pensacola (Pensacola: Wings of Gold) jako Frank Ranson
- 1997: W słońcu Kalifornii (Pacific Palisades) jako Matthew Durning
- 1995: Wszystkie moje dzieci (All My Children) jako Pan Marvelous
- 1994: Skrzydła (Wings) w roli samego siebie